# Duguetia rotundifolia
Duguetia rotundifolia är en kirimojaväxtart som beskrevs av Robert Elias Fries. Duguetia rotundifolia ingår i släktet Duguetia och familjen kirimojaväxter. Inga underarter finns listade i Catalogue of Life.